# Alvin Superstar 2
Alvin Superstar 2 (Alvin and the Chipmunks: The Squeakquel) è un film del 2009, sequel di Alvin Superstar (2007). Creato da Fox 2000 Pictures, Regency Enterprises e Bagdasarian Company e prodotto da 20th Century Fox, è stato diretto da Betty Thomas ed è il secondo lungometraggio della serie di film live action tratti da Alvinnn!!! e i Chipmunks. 
Ha avuto un sequel nel 2011, Alvin Superstar 3 - Si salvi chi può!

## Trama
Durante un concerto di beneficenza in Francia, Alvin ferisce accidentalmente  Dave, che viene ricoverato in ospedale. Una volta tornati a Los Angeles i Chipmunks vengono così affidati alla zia Jackie. All'aeroporto, Toby, nipote immaturo della zia Jackie e dunque cugino di Dave, la fa cadere involontariamente dalle scale, facendo finire anche lei all'ospedale. Tocca così a Toby occuparsi dei Chipmunks a casa di Dave. La prima sera in cui i quattro stanno a casa insieme, Alvin e fratelli si divertono, senza pensare alle regole di casa. Il giorno seguente Toby, per volere di Dave, porta i Chipmunks alla scuola West Eastman, essendo loro di mente superiore come gli umani. Il primo giorno combinano un disastro dopo l'altro: prima vengono inseguiti da dei bulli, poi Simon viene immerso nel water e Theodore viene punzecchiato sul sedere. Subito dopo una rissa tra bulli e Chipmunks, questi ultimi vengono chiamati nell'ufficio del preside che risparmia loro la sospensione, a patto che si esibiscano al concorso indetto per raccogliere fondi per il programma musicale della scuola. Con riluttanza, i tre accettano.
Nel frattempo Ian Hawke incontra Brittany, Jeanette ed Eleonore, ossia le Chipette, un gruppo di scoiattoline-chipmunk intelligenti e parlanti come i Chipmunks, venute dalla foresta su di un camion della FedEx  per vedere dal vivo i concerti dei Chipmunks e per mostrare anche loro il proprio talento canoro. Ian dopo una piccola dimostrazione coglie al volo l’occasione di sfruttarle, esattamente come ha sfruttato i Chipmunks, per riavere denaro e successo. Quando le Chipette chiedono dei Chipmunks, Ian dice di non averli più come musicisti da lui rappresentati e raccontando bugie per infangare la loro immagine in modo da farle perdere ammirazione per loro, e le incoraggia a superarli in fama e popolarità. Così Ian, per sfidare i Chipmunks, iscrive le Chipette nella loro stessa scuola.
Dal giorno seguente le cose sembrano migliorare per Alvin che viene accettato dal bullo Ryan nella sua cerchia e nella squadra di football, trascurando però sempre di più i fratelli. Poco dopo, i tre scoiattoli incontrano e si innamorano delle Chipette. Durante le prove, Ian si presenta davanti ai Chipmunks insieme alle Chipette. Con sorpresa scoprono che le Chipette stanno dalla parte di Ian, che vuole che cantino al loro posto il giorno della gara, ma la preside rifiuta. Ian le fa esibire, riuscendo a convincerla a organizzare una gara amichevole tra le Chipette e i Chipmunks: il vincitore canterà al concorso, rappresentando la West Eastman contro le altre scuole. Arrivato il giorno della sfida però, Alvin nonostante avesse promesso di essere presente, partecipa a un’importante partita di football e non arriva in tempo, dando così la vittoria alle Chipette. Simon e Theodore, delusi, non gli rivolgono la parola per tutto il resto della giornata. Theodore, dispiaciuto per questa cosa, scappa di casa per unirsi ai suricati allo zoo di Los Angeles, ma questi sono stati trasferiti in un altro zoo e finisce così con un'aquila. Alvin e Simon arrivano in tempo a salvarlo, e i tre fratelli fanno pace.
Arriva finalmente il giorno del concorso tra tutte le scuole di Los Angeles tenuto proprio alla West Eastman, ma Ian comunica alle Chipette che non parteciperanno, in quanto ha organizzato un concerto vero e proprio allo Staples Center. Non approvando il modo di fare di Ian, Le Chipette rifiutano ma l’uomo le rinchiude in una gabbia e le costringe a obbedire. Le tre scoiattoline riescono comunque a telefonare ai Chipmunks: mentre Simon tenta di spiegargli come aprire la gabbia, Alvin corre in loro aiuto con uno scooter-giocattolo. Dopo essere stati inseguiti da Ian e averlo finalmente fermato anche grazie a una talpa forestale delle fogne, Alvin e le Chipette riescono a raggiungere la gara, appena in tempo per riunirsi a Simon e Theodore ed esibirsi al concorso tutti e sei vincendo così la gara, e Toby, avendo cantato prima tra il pubblico per non farli squalificare per il ritardo, conquista il cuore della ragazza che ama, e decide di essere un cantautore di successo. Allo Staples Center, Ian cerca di intrattenere il pubblico con una buffonata, ma viene fischiato e cacciato fuori dal teatro. Dopo il concorso musicale, le Chipette vanno a vivere a casa del guarito e ritornato Dave insieme ai Chipmunks, formando così un unico gruppo di successo, "I Chipmunks e le Chipettes". Quella sera, quando tutti si preparano per dormire Alvin continua a dire che non ha sonno, Dave allora si arrabbia e mentre va da Alvin scivola su uno skateboard cadendo per terra, Alvin allora cerca di giustificarsi e Dave urla la sua solita frase furiosa: "ALVIIIIIIIIIIIIIIIIIN!!!!!".
In una scena durante i titoli di coda vengono mostrati Ryan e i suoi compagni che puliscono delle tribune da varie sporcizie dalla preside per punizione.
In un'altra scena dopo i titoli di coda viene mostrato Ian che viene portato fuori dallo Staples Center dalle guardie e infine viene buttato dentro un cassonetto dei rifiuti.

## Colonna sonora
La colonna sonora del film è stata pubblicata il 1º dicembre 2009, due settimane prima dell'esordio del film nelle sale.
In questo film, a differenza del prequel, le canzoni sono più recenti infatti troviamo singoli come Single Ladies di Beyoncé o Hot 'N Cold di Katy Perry.
Quasi tutte le canzoni sono cantate dai Chipmunks o dalle Chipettes, a parte No One.
L'album contiene in tutto 14 tracce:
1. You Really Got Me
2. Hot N Cold
3. So What
4. You Spin Me Round (like a Record)
5. Single Ladies (Put a Ring on It)
6. Bring It On
7. Stayin' Alive
8. The Song
9. It's OK
10. Shake Your Groove Thing
11. Put Your Records On
12. I Want to Know What Love Is
13. We Are Family
14. No One

## Distribuzione
Il film è uscito nelle sale italiane il 29 gennaio 2010, distribuito dalla 20th Century Fox nel 2010 a Roma.

## Accoglienza

### Incassi
Al suo debutto, il film è arrivato al primo posto con $ 18,8 milioni e ha concluso il fine settimana al terzo posto dietro Avatar della Fox e Sherlock Holmes della Warner Bros. con $ 48,9 milioni e un totale di $ 75,6 milioni in 5 giorni, eclissando il suo budget in solo 5 giorni. Negli Stati Uniti, è il nono film con il maggior incasso del 2009 e il 7 marzo 2010 ha superato il suo predecessore diventando il secondo film con il maggior incasso a non raggiungere mai il numero 1. Alvin Superstar 2 ha concluso la sua corsa con $ 219,6 milioni negli Stati Uniti e $ 223,5 milioni all'estero per un totale di $ 443,1 milioni in tutto il mondo.

### Critica
Su Rotten Tomatoes, il film ha un indice di gradimento del 20% basato sulle recensioni di 84 critici e una valutazione media di 3,88/10. Il consenso del sito è che "Questo Squeakquel può intrattenere i bambini, ma è a corto di energia e dipende fortemente dall'umorismo slapstick". Su Metacritic, ha un punteggio medio ponderato di 41 su 100 basato su 20 recensioni, indicando "recensioni miste o medie".
Owen Gleiberman di Entertainment Weekly ha valutato il film con una C-, chiedendo: "I bambini mangeranno queste sciocchezze così litigiose? Certo che lo faranno. Mangeranno qualunque cosa gli metti davanti. Ma non è questo a rendere Alvin Superstar 2 buono per loro." Joe Leydon, scrivendo per Variety, lo ha definito "un sequel frenetico ma innegabilmente divertente che offre il doppio del numero di roditori che cantano e ballano in un'altra miscela perfetta di CGI ed elementi live-action". Betsy Sharkey del Los Angeles Times ha commentato la regia di Betty Thomas, dicendo che porta "un leggero tocco campy come ha fatto nel film La famiglia Brady del 1995".
Dopo che il film ha raccolto 112 milioni di dollari in tutto il mondo al botteghino nel suo primo fine settimana, alcuni critici sono rimasti delusi dal fatto che fosse più popolare di altri film in ampia distribuzione rivolti a un pubblico familiare. Richard Corliss di Time scrisse che le famiglie "avrebbero potuto portare i cherubini a La principessa e il ranocchio o al Canto di Natale di Topolino, sforzi degni che, insieme, hanno incassato solo circa un quinto delle entrate dei Chipmunks nel stesso periodo”.

## Riconoscimenti
- 2010 - Kids' Choice Award
  - Miglior film
- 2010 - BAFTA Children's Award
  - (Premio dei bambini) Miglior lungometraggio

## Altri media
Dal film è stato un videogioco musicale sviluppato da ImaginEngine e pubblicato da Majesco Entertainment per Wii e Nintendo DS il 1º dicembre 2009 in America del Nord e l'11 dello stesso mese in Europa. Nella versione originale Alvin e Simon vengono doppiati da Ross Bagdasarian Jr. mentre Theodore e le Chipette da Janice Karman.

## Sequel
La 20th Century Fox produrrà in seguito un sequel del film chiamato "Alvin and the Chipmunks: Chipwrecked". In italiano il titolo sarà Alvin Superstar 3 - Si salvi chi può!.
La trama è basata sul naufragio su un'isola deserta dei 6 piccoli protagonisti, in seguito a una crociera organizzata da Dave come vacanza di famiglia.
Nel film ritorna il pentito Ian Hawke (David Cross), presente e determinante nei primi due film della serie. Il film è stato distribuito il 16 dicembre 2011 in America, mentre in Italia il 3 gennaio 2012.
In America il 18 dicembre 2015 uscirà infine il quarto capitolo: Alvin and the Chimpmunks: The Road Chip. In Italia il 23 dicembre con il titolo Alvin Superstar - Nessuno ci può fermare.